# Fight It Out
Fight It Out (Brasil: Ladrão de Gado ) é um curto filme de faroeste norte-americano de 1920 dirigido por Albert Russell e estrelando Hoot Gibson.

## Elenco
- Hoot Gibson ... Sandy Adams
- Charles Newton ... Duncan McKenna
- Jim Corey ... Slim Allen
- Dorothy Wood ... Jane McKenna
- Ben Corbett ... Capanga